# Maya Zapata
Maya Zapata (Ciudad de México, 30 de noviembre de 1981) es una actriz mexicana de cine y televisión. Con más de 30 filmes en su carrera.

## Carrera
Es protagonista de cintas como De la calle (2001) y Morirse en domingo (2007) por las que fue galardonada con el Ariel y la Diosa de Plata respectivamente como mejor actriz, además de Casi divas (2008), La misma luna (2008), Bordertown (2008) junto a Antonio Banderas, All Inclusive (2008), Morenita (2008) y Los inadaptados (2009).
En televisión ha participado en Ellas son... la alegría del hogar, bajo la producción de Eugenio Derbez, donde comparte créditos con Vanessa Bauche, la serie Tiempo final y Kadabra de Fox Telecolombia, compartiendo créditos nuevamente con Damián Alcázar y Joaquín Cossio, y la producción de Canana y Canal Once Soy tu fan, junto a Ana Claudia Talancón. Maya se caracteriza por su interpretación de personajes complejos e intensos con un gran contenido dramático y en contraste es una excelente actriz de comedia.
Su primera aparición en cine fue a los 3 años en El tres copas junto a  Alejandro Camacho y Humberto Zurita. También ha participado en vídeos musicales como "Ángel de Amor" de Maná y "El culpable soy yo" de Cristian Castro.
En 2014 regresa al teatro con la obra La acera de enfrente, con la que inauguraría una nueva etapa en su carrera al tener la oportunidad de convertirse en productora. A dicha producción le siguieron La casa de los espíritus en una adaptación de Caridad Svich y Feroces, de Chema Rodríguez Calderón y dirigida por Lorena Maza; así como participaciones especiales en obras como La hora radio Roma.
También en 2014 Maya Zapata incursiona como conductora de televisión en el programa Primer acto de canal 22 en donde presentaba a artistas dedicados al quehacer teatral en un formato de entrevista.
En 2020 incursiona como dragmaturga con Luchitas vía zoom sin Covid obra corta perteneciente al proyecto de la compañía productora 3a Llamada, en la cual, además, también actúa. En el mes de mayo del mismo año estrena su segunda obra breve: Mala Malena, transmitida también por medios digitales, esto debido a la pandemia COVID-19. En esta segunda producción también se desempeña como directora, teniendo bajo sus indicaciones a la actriz Mayra Batalla.

## Filmografía
| Cine y televisión | Cine y televisión                       | Cine y televisión  | Cine y televisión           |
| Año               | Título                                  | Personaje          | Notas                       |
| ----------------- | --------------------------------------- | ------------------ | --------------------------- |
| 1989              | Gringo viejo                            | Dolores            |                             |
| 1997              | Perdita Durango                         | Chica mexicana     |                             |
| 1997              | Elisa antes del fin del mundo           | Niña a cuidar      |                             |
| 1998              | La otra conquista                       | Xochiquetzal       |                             |
| 1999              | Santitos                                | Blanca             |                             |
| 1999              | La ley de Herodes                       | Chencha            |                             |
| 2001              | De la calle                             | Xóchitl            |                             |
| 2002              | Sueños de un suicida                    | Hiroshima          |                             |
| 2004              | Zapato                                  | Guapa              | Cortometraje                |
| 2004              | El mago                                 | Morgana            |                             |
| 2004              | El fin del sur                          | Carmelita          | Cortometraje                |
| 2004              | Caribe                                  | Irene              |                             |
| 2004              | Santos peregrinos                       | María              |                             |
| 2005              | The Three Burials of Melquiades Estrada | Mujer 1            |                             |
| 2005              | XX-XY fuera del mundo                   | María              | Cortometraje                |
| 2005              | Volemos tomados de la mano              | Mar                | Cortometraje                |
| 2006              | Sexo, amor y otras perversiones         | Mariela            | Segmento: Recompensa        |
| 2006              | Bordertown                              | Eva Jiménez        |                             |
| 2006              | Cobrador: In God we trust               | Eva Jiménez        |                             |
| 2006              | Morirse en domingo                      | Ana                |                             |
| 2007              | Dos abrazos                             |                    |                             |
| 2007              | La misma Luna                           | Alicia             |                             |
| 2008              | La sorpresa                             | Selena             |                             |
| 2008              | All Inclusive                           | Usnavy             |                             |
| 2008              | Casi divas                              | Francisca          |                             |
| 2008              | Morenita, el escándalo                  | Magdalena          |                             |
| 2009              | Nikté                                   | Xtabay             |                             |
| 2009              | Los inadaptados                         | Graciela           |                             |
| 2010              | Ellas son... la alegría del hogar       | Adela              | Serie,                      |
| 2010              | Soy Tu Fan                              | Rocío Lozano       | Serie,                      |
| 2010              | Badge & Skaggs                          | Hoppi              | Cortometraje                |
| 2011              | Mujeres asesinas                        | Dolores            | "Las Cotuchas, empresarias" |
| 2011              | Bolero de noche                         | Greta              |                             |
| 2012              | Kdabra                                  | Jazmín             | Serie                       |
| 2016              | Sin muertos no hay carnaval             | Ingrid             |                             |
| 2017              | El Cesar                                | Blanca             | Serie de televisión         |
| 2017              | Run Coyote Run                          | Olga               | Serie de televisión         |
| 2018              | El secreto de Selena                    | Selena Quintanilla | Serie de televisión         |
| 2022              | Soy tu fan: La película                 | Rocío Lozano       |                             |
| 2023              | Horario estelar                         | Julia Torrado      | Serie web                   |
| 2024              | Cada minuto cuenta                      | Camila             | Serie web                   |
| 2025              | El hilo rojo                            | Laura              |                             |